# Nymphula coenosalis
Nymphula coenosalis là một loài bướm đêm trong họ Crambidae.